# Boris Mikuš
Boris Mikuš, slovenski častnik, veteran vojne za Slovenijo, * 19. december 1949, Ljubljana.
Podpolkovnik Mikuš je bil poveljnik Enote za specialno delovanje.

## Vojaška kariera
- poveljnik Odreda za specialno delovanje (?)
- poveljnik 52. brigade Slovenske vojske (4. november 1996–22. junij 1998)
- načelnik za obveščevalne zadeve, 1. specialna brigada MORiS (1991)

## Odlikovanja in priznanja
- medalja za hrabrost (26. december 1991)
- srebrna medalja Slovenske vojske  (8. maj 2002)
- spominski znak Obranili domovino 1991
- spominski znak Maribor - Dobova (24. februar 1998)
- spominski znak Hrast (24. februar 1998)
- spominski znak Kanal (24. februar 1998)